# Vlad Achim
Vlad Alexandru Achim (* 7. April 1989 in Constanța) ist ein rumänischer Fußballspieler.

## Karriere

### Verein
Die Karriere von Achim begann in der Jugend von Farul Constanța in seiner Heimatstadt. Mit 18 Jahren verließ er den Klub im Sommer 2007 zu CS Ovidiu in die Liga III. Anfang 2008 schloss er sich Ceahlăul Piatra Neamț an, wo er zunächst in der zweiten Mannschaft in der Liga III spielte. Im Sommer 2008 stieg er in den Kader der ersten Mannschaft auf, die seinerzeit in der Liga II spielte. Dort wurde er sofort zum Stammspieler im Mittelfeld und stieg mit seiner Mannschaft am Ende der Saison 2008/09 in die Liga 1 auf. Nach dem umgehenden Abstieg 2010 blieb er dem Klub treu und schaffte am Ende der Spielzeit 2010/11 den sofortigen Wiederaufstieg. In der Liga 1 kämpfte er mit seiner Mannschaft stets um den Klassenverbleib. Am Ende der Saison 2014/15 belegte er mit seinem Verein nur den letzten Platz und musste absteigen.
Achim verließ Ceahlăul und kehrte zum FC Viitorul Constanța in seine Heimatstadt zurück. Schon ein halbes Jahr später wechselte er zu Ligakonkurrent FC Voluntari. Im Sommer 2016 nahm ihn Rekordmeister Steaua Bukarest (seit April 2017 FCSB Bukarest) unter Vertrag.

### Nationalmannschaft
Achim wurde Anfang September 2014 von Nationaltrainer Victor Pițurcă in sein Aufgebot für das Qualifikationsspiel zur Europameisterschaft 2016 gegen Griechenland berufen. Er kam jedoch nicht zum Einsatz.

## Erfolge
- Aufstieg in die Liga 1: 2009, 2011